# Skořábka
Skořábka (Skořepka) je zaniklá usedlost v Praze 8-Libni v její severní části. Stála mezi Rokoskou a Stírkou, naproti usedlosti Kolínská.

## Historie
Usedlost stála v zahradách při silnici z Libně do Kobylis po pravé straně. Kolem roku 1850 držel budovy a pozemky k nim náležející Václav Šafařík. Stavby byly zbořeny roku 1861 továrníkem Vilémem Lendekem, majitelem nedaleké Rokosky, který v té době dal zbořit také původní hospodářská stavení u Rokosky.